# Scoparia tibetalis
Scoparia tibetalis là một loài bướm đêm trong họ Crambidae.